# Eugène Rimmel

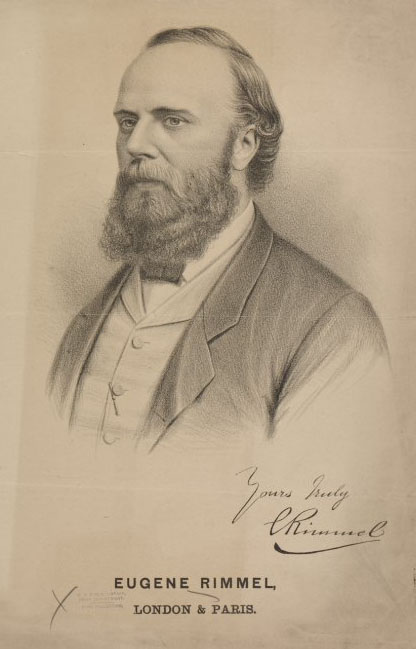
Eugène Rimmel

Eugène Rimmel (1820–1887) - francuski biznesmen (produkował perfumy, brylantynę do włosów, płyny do płukania ust, pomadki), popularyzator kąpieli, wynalazca tuszu do rzęs, pionier naukowego podejścia do opracowania i produkcji kosmetyków.
Urodzony we Francji, przeprowadził się wraz z rodziną do Londynu. Tam stworzyli perfumerię przy Bond Street. W 1834 powstała kolejna, tym razem założona przez samego Eugene'a. Ojciec i syn produkowali swoje pierwsze kosmetyki w tym samym roku. W wieku 24 lat, Eugene Rimmel stał się znanym perfumiarzem i innowatorem kosmetycznym. Był też wśród pierwszych, którzy stworzyli pierwsze pomadki.
W 1860 roku jako pierwszy stworzył maskarę do rzęs. Od jego nazwiska nazwę wzięła firma kosmetyczna Rimmel w Londynie.